# Parvilacerta
Parvilacerta — рід ящірок з родини Справжні ящірки. Має 2 види. Дотепер його представники належали до роду Ящірок. Інша назва «малоазійські ящірки».

## Опис
Загальна довжина досягає 20 см. Колір шкіри у представників роду коричневий, сірий або бурий з рядками темним плям або цяток на спині. У шлюбний період голова, шия, боки самців мають яскраво-сині або зелені плями. Міжщелепний щиток торкається ніздрів.

## Спосіб життя
Живуть у гірських районах, зустрічаються на висоті 2500 м над рівнем моря. Ховаються серед каміння та в ущелинах. Харчуються комахами, їх личинками, дрібними безхребетними.
Це яйцекладні ящірки. Відкладають до 5 яєць за 1 раз. За сезон буває кілька кладок.

## Розповсюдження
Туреччина, Вірменія, Ліван, деякі райони Ірану.

## Види
- Parvilacerta fraasii
- Parvilacerta parva